# 浜岡賢次
浜岡 賢次（はまおか けんじ、1965年5月27日 - ）は、日本の漫画家。千葉県市川市出身、同浦安市在住。既婚、現在2児の父。千葉県立浦安高等学校卒業。『週刊少年チャンピオン』を始めとする、秋田書店発行の漫画雑誌で執筆中。代表作は『浦安鉄筋家族』シリーズ。

## 作品の特徴
主に小学校低学年を主人公グループに据え、学校や家庭を舞台にした狂騒的なドタバタギャグ漫画を得意とする。転倒すれば数十メートルも跳ね上がり、大便は出した本人を飲み込むほどに高く盛り上がり、しばしば家屋やビルも全壊する。ストーリーも会話もキャラクターも全てこうした華々しい動きのギャグに奉仕するだけの存在となっている。
特徴のひとつに、プロレスネタが多いことが挙げられる。浜岡自身が大のプロレスファン、それもアントニオ猪木の信奉者である。浜岡もかつては格闘漫画家を志していた、と語っている。このため、作中ではラリアットなどのプロレス技が頻繁に登場する。また巨人ファンであるためプロレスネタほどではないが野球ネタも多い。もっとも、『浦安鉄筋家族』では、熱狂的なロッテファンと広島ファンがレギュラーとして登場するため、巨人よりも両球団に関わるネタが圧倒的に多い。広島優勝に因んで、より抜き単行本まで作られたほどである。
暴力描写は多いが、絵の方はそれに似つかず繊細かつリアルな描写が目立つ。登場人物の顔がリアルに描かれているうえ、有名人の似顔絵も写実的に描かれる（作品中には、プロレスラーや芸能人をモデルとしたキャラクターが多く登場する）。似顔絵などの細密さに対して、シンプルな人物造形に徹することも多い。『浦安鉄筋家族』で美女・美少女キャラクターに属する順子、桜、あかね、のり子、奈々子、麻丘ゆみ、野村幸子、山田真夜、鈴木鈴、みなみ、塚美愛などは髪の毛を除いて似た顔をしており、これを利用した入れ替わりネタなども時折用いられる。ただし、普段は性格や表情、服装、言動などで描き分けられている。
個性的な作品名およびサブタイトル、擬音、効果音も特徴である。また、暴力描写同様に大便を中心とする下ネタが頻繁に出てくるが、これは浜岡が「ウンコは子供向けギャグマンガの必需品」という持論を持っているためである。

## 漫画家としての人物像
『がきデカ』（山上たつひこ）、『できんボーイ』（田村信）からの影響を受けている、と浜岡は語る。
浜岡自身が目指すギャグ漫画とは、セリフが全く無くても笑える漫画であるという。その理由は「言葉がわからない人でも楽しめるから」というものである。また、ドリフターズをことのほか敬愛しており、『のりおダちょ〜ん』ではメンバー5人への愛情が顕著に表れている。なかでも「いかりや長介を尊敬していた」と語っている。志村けんも大好きであったが、いかりやをバカにしたインタビューを目にして以来、志村に反感を抱く気持ちも混在するようになる。根の部分では嫌いではないので作中にて志村をモデルにしたキャラクターも少なくなく、『週刊少年チャンピオン』2012年最終号の浜岡のコメントでは志村を尊敬していると見られる発言がある。
単行本の余りページの作業が大嫌いだということを告白している。また、取材活動をあまりしない。

## 他の人物像
代表的な作品の全てが在住する浦安市が舞台となっているが、浜岡が浦安市に移り住んだのは高校生になってからで、浦安市内の公立高校に進学したためである。それまでは市川市に住み市川市立第六中学を卒業した。
好きな作風の漫画家に中崎タツヤも挙げており、単行本では中崎タツヤ風のあとがき漫画を描いている。
浜岡は一度も禁煙したことがないと発言するほどのヘビースモーカーで、『浦安鉄筋家族』の大鉄の人物設定にもそれが反映されていた（自画像にも煙草を吸っている絵がある）。しかし近年は禁煙にほぼ成功し、年に一箱程度しか吸わない。

## 作品

### 週刊少年チャンピオン連載
- 4年1組起立!（1989年 - 1992年・全11巻）
- 浦安鉄筋家族シリーズ
  - 浦安鉄筋家族（1993年 - 2002年・全31巻）
  - 元祖!浦安鉄筋家族（2002年 - 2010年・全28巻）
  - 毎度!浦安鉄筋家族（2010年 - 2018年・全24巻）
  - あっぱれ!浦安鉄筋家族（2018年 - 連載中）
- ゴッドハンドBJ（2009年・全3話）

### 月刊少年チャンピオン連載
- のりおダちょ〜ん（1988年 - 1991年・全4巻）※連載デビュー作
- ガンジー（1991年 - 1992年・雑誌の付録として全1巻）
- ジャントニオBomb（1994年 - 1995年・全1巻）
- ヤマチャン（1998年 - 2000年・全2巻）

### その他
- 学園戦国絵巻 春子（1985年『I'm チャンピオン』、『月刊少年チャンピオン』読切・全2話）
- 健康優良教師 住友太郎（1985年『週刊少年チャンピオン』読切・全3話）
- のりお&まさるにキメッ!（1985年『週刊少年チャンピオン』読切・全1話）
- 場外異種格闘技戦!!（1986年『週刊少年チャンピオン』読切・全1話）
- SMILY SMILE（1986年『週刊少年チャンピオン』読切・全3話）
- のりおダちょーん（パイロット版）（1987年『月刊少年チャンピオン』読切・全1話）
- 刀 -KATANA-（1987年『週刊少年チャンピオン』読切・全1話）
- バムとチェリーのわんぱく騒動（1992年『週刊少年チャンピオン』読切・全1話）
- ブラジルから来た少年（1994年『週刊少年チャンピオン』読切・全1話）
- ロメロメ（2004年『月刊チャンピオンRED』読切・全1話）
- 真説フランケンショタイン（2006年『月刊少年チャンピオン』読切・全1話）
- 妹さっちゃん（2007年『月刊チャンピオンRED』連載・全3話）
- 順平（2009年『月刊少年チャンピオン』読切・全1話）
- 月怖（2011年『月刊少年チャンピオン』読切・全1話）
- ゾンビの星（2012年 - 2016年『ヤングチャンピオン』連載・全1巻）
- CHAMPION OF THE LIVING DEAD（2014年『月刊少年チャンピオン』読切・全1話）
- 先生、〆切ですよ!!（2018年 - 2019年『別冊少年チャンピオン』連載・全1巻）
- スケベ少女典子ちゃん（『別冊少年チャンピオン』2019年7月号・読切）
- モナ王イメージイラスト（藤井隆）
- 父さん、母さん、私は恥の多い生涯を送ってまいりました。（浜岡賢次単行本未収録作品集・全1巻）
- イケイケGOGO!（『週刊少年チャンピオン』2024年28号読切[3]）

## 元アシスタント
- ほづみ みずほ（川崎みづほ）（初代チーフアシスタント）
- 樋田和彦（2代目チーフアシスタント）
- 上田マリ（別名・サンバン上田・3番上田、3代目チーフアシスタント）[4]
- やぎさわ景一（4代目チーフアシスタント）